# Der weite Ritt der gelben Rose
| Figur                   | Darsteller           | Deutscher Sprecher       |
| ----------------------- | -------------------- | ------------------------ |
| Margelatu               | Florin Piersic       | Dieter Bellmann          |
| Agatha Slătineanu       | Marga Barbu          | Kerstin Sanders-Dornseif |
| Hauptmann Baroncea      | Ion Marinescu        | Günter Grabbert          |
| Boier Pană Grădișteanu  | Iurie Darie          | Thomas Kästner           |
| Sturzu                  | Remus Mărgineanu     | Georg Solga              |
| Moroiu                  | Ernest Maftei        | Fred-Arthur Geppert      |
| Boier Stroe Grădișteanu | Toma Dimitriu        | Dietrich Mechow          |
| Ağa Villara             | Petre Gheorghiu Dolj | Siegfried Voß            |
| Offizier Sfranciog      | Adrian Stefanescu    | Roland Hemmo             |
| Fürst Gheorghe Bibescu  | Ion Besoiu           | Hans Joachim Hegewald    |
| Fancu                   | Constantin Dinulescu | Gert Gütschow            |

Der weite Ritt der gelben Rose ist ein rumänischer Abenteuerfilm von Româniafilm, der vor dem historischen Hintergrund der Rumänischen Revolution von 1848 entstand. Florin Piersic stellt darin den Abenteurer Margelatu dar, der neben den zwei Fortsetzungen Die gelbe Rose lebt gefährlich (1982) und Die Gelbe Rose und das Geheimnis von Bukarest (1983) noch in drei weiteren Filmen unter der Regie von Dori Nastase spielte.
Kinostart war am 19. Mai 1980 in Rumänien als Drumul Oaselor, am 29. Juli 1982 in Ungarn unter dem Titel A csontok útja und in der DDR am 31. Juli 1982. Die deutsche Fassung erstellte das DEFA Studio für Synchronisation, Leipzig. In Westdeutschland erschien der Film unter den Titeln Gnadenlos – Geheimbund gelbe Rose, Gnadenlos – Die Hand am Colt und Die Jagd nach dem Schatz von Tudor auf Video.

## Handlung
Der erste Teil des dreiteiligen Abenteuerfilms beginnt in Bukarest im Frühjahr 1848. Auf einem Ball sammeln die Adeligen Geld und Schmuck, aus deren Erlös Waffen für die geplante Revolution gegen die Habsburger Herrschaft gekauft werden sollen. Mit der Revolution sollten die Donaufürstentümer Walachei und Moldau zu einem einigen Rumänien zusammengefasst werden.
In einem separaten Raum haben sich zehn Mitglieder der Bruderschaft unter Hauptmann Baroncea versammelt. Sie sind sich der Unterstützung der Bojaren, der Zünfte und der Bauern gewiss und möchten gleich losschlagen, aber Boroncea mahnt zur Geduld. Ein von Boier Stroe Grădișteanu gesammelter und versteckter Schatz könnte den Erlös der bisherigen Sammlung vervielfachen. Der Abenteurer Margelatu überbringt die Nachricht, das die Bezahlung der Waffen innerhalb von zehn Tagen an den Beauftragten „gelbe Rose“ erfolgen soll. Als Erkennungszeichen wird ein bestimmter Brief vereinbart, von dem jeder eine Hälfte hat.
Barocea und Margelatu verüben einen Mordanschlag auf den Präfekt, der jedoch misslingt. Sie suchen Schutz bei Pană Grădișteanu. In der Kutsche von Agatha Slătineanu gelingt es Baroncea, Margelatu, Pană Grădișteanu, Sturzu und Moroiu ungehindert die Straßensperren zu passieren und die Stadt zu verlassen, jedoch werden sie schon bald danach vom Präfekt mit Gendarmen verfolgt. In einem Wirtshaus stehlen sie Pferde und lassen die Kutsche stehen. Danach teilt sich die Gruppe. Pană und Moroiu holen den Schatz von Stroe. Doch Pană will den Schatz behalten und tötet Moroiu, wird aber von den anderen gestellt und muss als Gefangener mitreiten.
In einer Schlucht werden sie von Gendarmen eingeschlossen; die Gendarmen haben jedoch die Anweisung niemanden zu erschießen, um die Spionin Agatha nicht zu treffen. So kann sich die Gruppe nachts langsam weiter bewegen. Beim Gefecht am Schluchtausgang können nur noch Margelatu, Pană und Agatha entkommen. Pană versucht, Margelatu umzubringen, wird dann aber selber von Margelatu getötet. Doch auch Agatha versucht, den Schatz für sich zu bekommen, wird jedoch von Margelatu aufgehalten und ertrinkt im Fluss. An der Grenze zu Transsilvanien übergibt Margelatu den Schatz an die „gelbe Rose“.

## Kritik
„Spürbar um Spannung und abenteuerliche Unterhaltung bemüht, wirkt der Film hölzern und konstruiert. Interessant ist er lediglich als osteuropäischer Versuch um populäres Unterhaltungskino.“